# Caroebe
Caroebe é um município brasileiro do estado de Roraima. Sua população, de acordo com estimativas do Instituto Brasileiro de Geografia e Estatística (IBGE), era de 10 382 habitantes em 2017.

## História
O município foi criado pela Lei nº 082, de 4 de novembro de 1994, em terras desmembradas do município de São João da Baliza. Sua instalação se deu em 1997.

## Geografia
Localiza-se na microrregião do Sudeste de Roraima, mesorregião do Sul de Roraima. Fica à distância de 338Km de Boa Vista. A população estimada em 2020 era de 10 382 habitantes e a área é de 12.066 km², o que resulta numa densidade demográfica de 0,489 hab/km². O relevo é composto por superfície plana, representando 70% dá área, áreas alagáveis ou inundáveis (terraços fluviais) e relevo fortemente ondulado, representando 20% da área. Já a cobertura vegetal do município é de floresta ombrófila densa. A população indígena tem uma participação em relação ao total do Município de 52,70%.

### Localidades principais
Segue uma relação de das principais localidades não-índigenas do município e suas respectivas populações segundo o Censo de 2010.
- 3.324 habitantes - Caroebe (sede)
- 1.144 habitantes - Vila Entre Rios

### Clima
O clima do município é de tipo tropical chuvoso e sem estação seca, com uma precipitação pluviométrica relativamente elevada, permitindo o desenvolvimento da zona de mata florestal. A precipitação pluviométrica é entre 1.500 mm e 1.750 mm. A média da temperatura anual é de 28 °C. O intervalo de variação de temperatura no ano, situa-se entre 26º e 38 °C.

### Limites
- Ao Norte: com a Guiana e Caracaraí;
- Ao Sul: com o Estado do Amazonas (Nhamundá e Urucará);
- A Leste: com o Estado do Pará (Oriximiná);
- A Oeste: com com São João da Baliza e Caracaraí.

## Organização Político-Administrativa
O Município de Caroebe possui uma estrutura político-administrativa composta pelo Poder Executivo, chefiado por um Prefeito eleito por sufrágio universal, o qual é auxiliado diretamente por secretários municipais nomeados por ele, e pelo Poder Legislativo, institucionalizado pela Câmara Municipal de Caroebe, órgão colegiado de representação dos munícipes que é composto por 9 vereadores também eleitos por sufrágio universal.

### Atuais autoridades municipais de Caroebe
- Prefeito: Osmar Serra Bonfim Filho - REPU (2021/-)[7]
- Vice-prefeito: Paulo Cesar Gomes Ortiz - Cidadania (2021/-)[7]
- Presidente da câmara: Wagner Gonçalves de Souza "Waguinho" - SD (2021/-)[8]

## Economia

### Produto Interno Bruto
- Valor adicionado na agropecuária - R$ 3.715.000
- Valor adicionado na indústria - R$ 702.000
- Valor adicionado no serviço - R$ 18.817.000
- APU - R$ 15.445.000
- DUMMY - R$ 0
- Impostos - R$ 196.000
- PIB - R$ 23.433.000
- PIB per capita - R$ 4.009

### Agricultura
O município tem vocação para o meio agrícola. Logo, a produção está direcionada para as culturas do arroz, mandioca, banana, milho e laranja. No entanto, a variedade de produtos com perspectivas de cultivo é bastante vasta. Pode-se citar como exemplo o cacau, o café, a cana-de-açúcar, o urucu, o coco e a pupunha. Um dos principais produtos agrícolas do município de Caroebe, a banana, é comercializada nos mercados de Boa Vista e Manaus. Em relação à pecuária, o potencial do município está voltado para o gado de leite e corte. Já o extrativismo vegetal está representado na região pela extração da castanha, do louro, do angelim, do roxinho, da maçaranduba e da cupiúba.

## Religião
<div style="border:solid transparent;position:absolute;width:100px;line-height:0;
Religiões em Caruebe (2010)

### Censo de 2010
Em 2010 segundo o Censo do Instituto Brasileiro de Geografia e Estatística (IBGE), 42,25% eram católicos, 39,89% da população do município era protestante, 16,69% não tinha religião, 1,04% eram Testemunhas de Jeováe 0,21% outras religiões.
A festa cristã de maior destaque no município é o festejo do Glorioso Santo Isidoro, que ocorre nos mês entre os dias 06 e 15 de maio. Além da igreja matriz de Caroebe, a Área Missionária de Santo Isidoro, ainda possui mais 09 comunidades cristãs.
- Igreja Matriz de Santo Isidoro (Caroebe)
- Comunidade de Nossa Senhora de Guadalupe (Distrito Entre-Rios)
- Comunidade São Francisco de Assis (Vicinal 21)
- Comunidade Cristo Ressuscitado (Vicinal 30)
- Comunidade Bom Jesus (Vicinal 08)
- Comunidade Cristo Redentor (Vicinal 13)
- Comunidade Santíssima Trindade (Vicinal 22)
- Comunidade Imaculada Conceição (Vicinal 39)
- Comunidade São João Evangelista (Vicinal 10)
- Comunidade Sagrado Coração de Jesus (Vicinal 11)

Em 2010, Caroebe é um dos municípios de Roraima em que o Protestantismo foi quase igualitário que o Catolicismo Romano.
Dentre as denominações protestantes em Caroebe, a maioria da população é pentecostal, cerca de 29,97%. 3,57% da população é adventista, 1,95% são batistas e 0,13% é presbiteriano e 4,25% não determinaram denominação.

#### Censo de 2022
Religiões em Caroebe (2022)
Na divulgação dos resultados preliminares, do Censo de 2022, o IBGE informou que a população de Caroebe era composta, no ano da realização do Censo, por: 49,5% protestantes, 25,55% de católicos romanos, 21,19% sem religião, 0,07% religiões afro-brasileiras e 3,7% de outras religiões.
Desde então, o Protestantismo é a maior religião no município.